# Констанца
Конста́нца (рум. Constanțaⓘ, болг. Кюстенджа, грец. Κωνστάντια, крим. Qöstence, тур. Köstence, осман. خوستينجي) — портове місто Румунії, на березі Чорного моря у Добруджі. Адміністративний центр жудця Констанца. Четверте за населенням місто Румунії.
Місто з прилеглим курортним районом міжнародного значення виділене у самостійну адміністративну одиницю.

## Географія
Констанца є адміністративним центром однойменного жудця та четвертим за населенням містом Румунії. 
Місто розташоване на узбережжі Чорного моря у Добруджі. 

## Клімат
Місто знаходиться у зоні, котра характеризується вологим субтропічним кліматом. Найтепліший місяць — липень із середньою температурою 22.2 °C (72 °F). Найхолодніший місяць — січень, із середньою температурою 1.1 °С (34 °F).
| Клімат Констанци        | Клімат Констанци | Клімат Констанци | Клімат Констанци | Клімат Констанци | Клімат Констанци | Клімат Констанци | Клімат Констанци | Клімат Констанци | Клімат Констанци | Клімат Констанци | Клімат Констанци | Клімат Констанци | Клімат Констанци |
| Показник                | Січ.             | Лют.             | Бер.             | Квіт.            | Трав.            | Черв.            | Лип.             | Серп.            | Вер.             | Жовт.            | Лист.            | Груд.            | Рік              |
| Абсолютний максимум, °C | 18               | 22               | 27               | 31               | 32               | 35               | 38               | 36               | 33               | 30               | 26               | 20               | 38               |
| Середній максимум, °C   | 3                | 3                | 7                | 12               | 18               | 23               | 25               | 25               | 21               | 16               | 10               | 5                | 14               |
| Середня температура, °C | 1                | 1                | 5                | 10               | 15               | 20               | 22               | 21               | 18               | 13               | 7                | 3                | 11               |
| Середній мінімум, °C    | −1               | −1               | 2                | 6                | 12               | 16               | 18               | 18               | 15               | 10               | 3                | 0                | 8                |
| Абсолютний мінімум, °C  | −18              | −15              | −12              | −5               | 1                | 6                | 7                | 5                | 5                | −4               | −12              | −12              | −18              |
| Норма опадів, мм        | 30               | 30               | 20               | 20               | 30               | 40               | 30               | 20               | 20               | 30               | 40               | 40               | 410              |
| ----------------------- | ---------------- | ---------------- | ---------------- | ---------------- | ---------------- | ---------------- | ---------------- | ---------------- | ---------------- | ---------------- | ---------------- | ---------------- | ---------------- |
| Джерело: Weatherbase    |                  |                  |                  |                  |                  |                  |                  |                  |                  |                  |                  |                  |                  |

## Історія

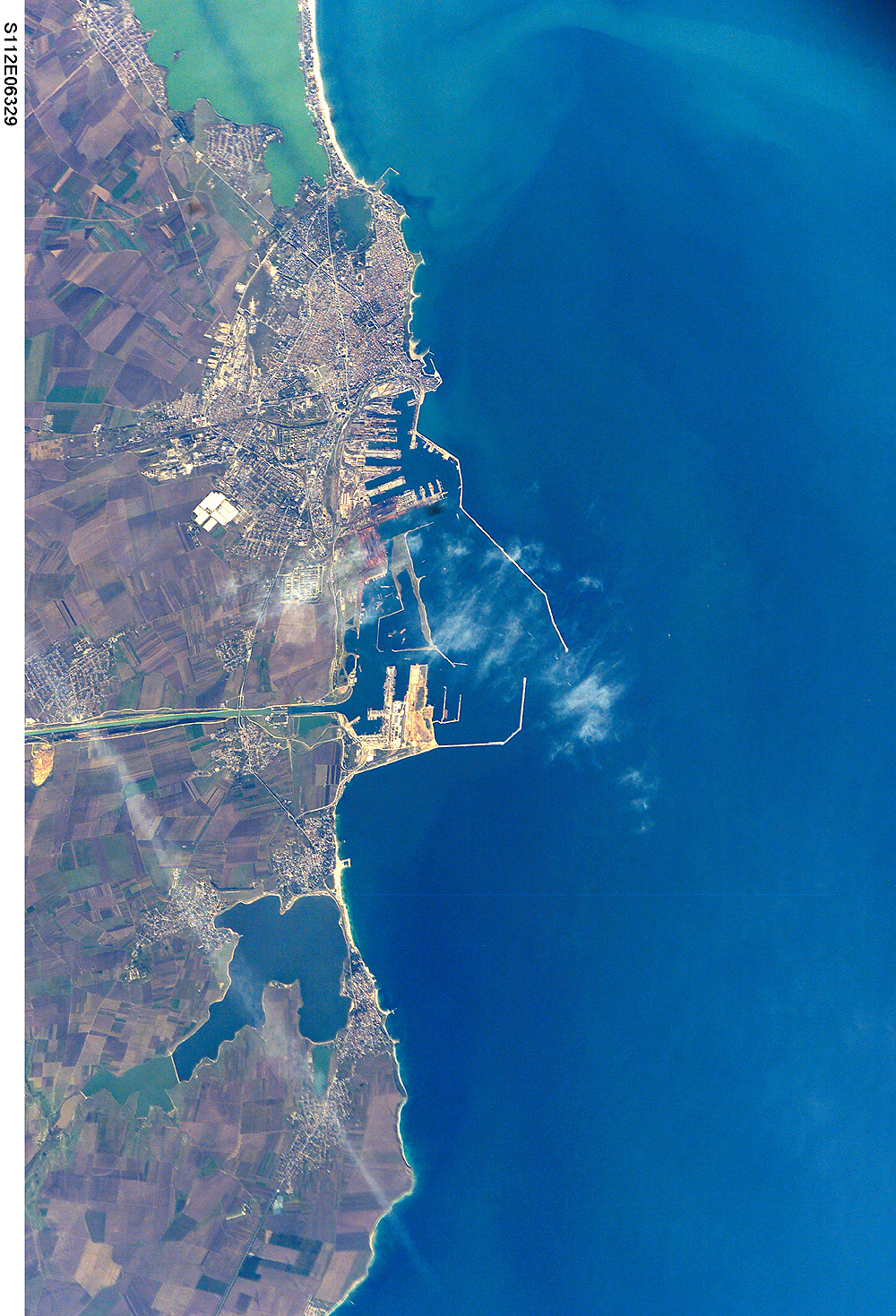
Констанца з космосу

На місці Констанци у VI ст. до н. е. іонійськими греками, вихідцями із Мілета, був заснований поліс Томи, або Томіс, який у 29 році до н. е. був завойований римлянами. Тут з кінця 8 до 17 рр. жив у вигнанні римський поет Овідій. Імператор Костянтин Великий (правив у 306—337) перейменував Томи у Константініану (Constantiniana). У 1413—1878 Констанца (Кюстендже) знаходилася під владою Османської імперії. З 1878 у складі Румунії.

## Населення
Чисельність населення міста, станом на 2021 рік, налічує 263 707 мешканців.

## Економіка
Констанца — транспортний вузол, має аеропорт. Трубопроводи з району Плоєшті. Вантажообіг порту 42 млн т (2009) — це другий порт Чорного моря; вивіз нафтопродуктів, цементу, зерна, деревини; ввезення машин, устаткування, апатитів. Великі елеватори, нафтосховища, склади. База морського рибальства. Основні галузі промисловості: харчова (борошномельна, хлібобулочна, м'ясна, маслоробна, рибоконсервна, винна, плодовоконсервна, кондитерська тощо) і машинобудівна (кораблеремонтні верфі, авторемонтні і механічні майстерні). Підприємства шерстяної, швейної, меблевої, будматеріалів і целюлозно-паперової промисловості. ТЕЦ (110 тис. кВт). Промислові підприємства концентруються на південному заході, поблизу залізничної станції і порту.

## Архітектура
Місто розташоване на високому березі, має прямі широкі вулиці, добре озеленене. Після 1945 споруджені залізничний вокзал, театр, спортивний зал, реконструйовані головна магістраль і портова зона.
У Констанці збереглися залишки споруд (у тому числі торгові будівлі 2-3 ст. із мозаїчною підлогою) еллінізму і римських, візантійські базиліки 5-6 ст., фортець 5-6 ст., турецькі мечеті 18-19 ст.

## Курорт, культура

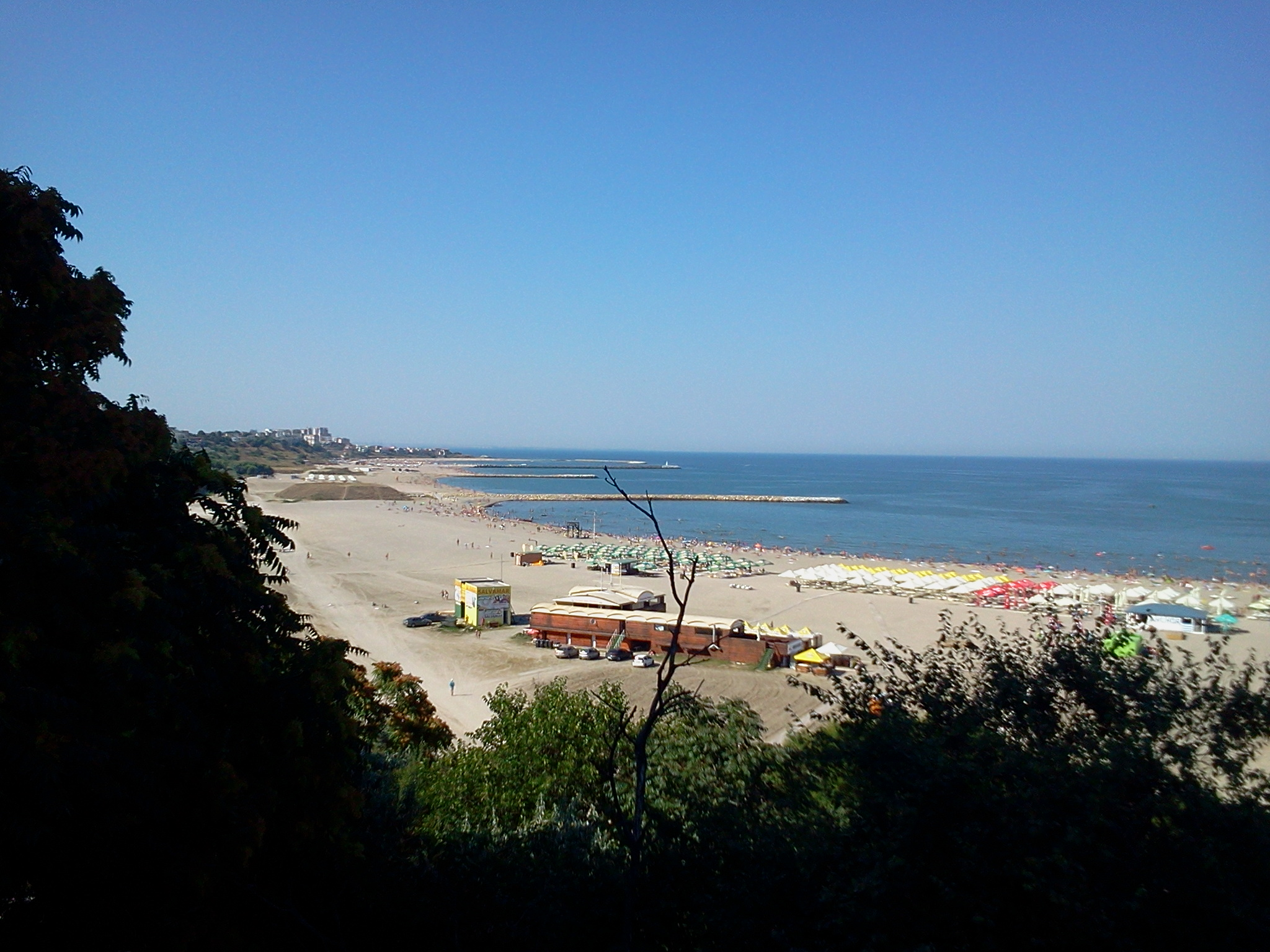
Пляж «Модерн»

Констанца — центр чорноморських курортів Румунії. На північ та південь від Констанци на 50-кілометровій смузі узбережжя побудовані курортні комплекси. Найбільші з них — кліматичні приморські та грязьові курорти Мамая і Ефорія. Довжина пляжу становить 13 кілометрів. Мамая, район Констанци, є найбільшим та найсучаснішим курортом на румунському узбережжі.
Також тут побудовані історичний музей та музей народного мистецтва.

## Відомі уродженці
- Константин Александру (1953—2014) — румунський борець греко-римського стилю, дворазовий чемпіон та срібний призер чемпіонатів світу, п'ятиразовий чемпіон та срібний призер чемпіонатів Європи, срібний призер Олімпійських ігор.
- Каталин Ангел (нар. 1974) — румунський футболіст, нападник.
- Йон Драйка (нар. 1958) — румунський борець греко-римського стилю, чемпіон, дворазовий срібний та бронзовий призер чемпіонатів світу, триоразовий чемпіон, срібний та бронзовий призер чемпіонатів Європи, чемпіон Олімпійських ігор, чемпіон Універсіади.
- Александра Стан (нар. 1989) — румунська поп-співачка.
- Сімона Аманар (нар. 1979) — видатна румунська гімнастка, триразова олімпійська чемпіонка, срібна та триразова бронзова призерка Олімпійських ігор, шестиразова чемпіонка світу та Європи.
- Сімона Халеп (нар. 1991) — румунська тенісистка.
- Себастіан Стен (нар. 1982) —  американський актор румунського походження, відомий за роллю Джеймса «Бакі» Барнса у фільмах та серіалах кіновсесвіту Марвел.
- Саїм Осман Карахан (нар. 1939 — пом. 2015) — турецький мовознавець, перекладач та письменник кримськотатарського походження.

## Міста-побратими
- Александрія, Єгипет (1972)[4]
- Брест, Франція (1993)[5]
- Батумі, Грузія (2011)[6]
- Гавана, Куба (2001)[7]
- Генуя, Італія (2005)[8]
- Ізмір, Туреччина (1994)[9]
- Йокогама, Японія (1977)[10]
- Кагул, Молдова (2021)[11]
- Кальяо, Перу (2010)[12]
- Картахена, Колумбія (2005)[13]
- Мобіл, США (2000)[14]
- Логроньо, Іспанія (2006)[15]
- Одеса, Україна (1991)[16]
- Роттердам, Нідерланди (1998)[17]
- Сантус, Бразилія (2004)[18]
- Стамбул, Туреччина (2001)[19]
- Сульмона, Італія (1968)[20]
- Тепебаші[en], Туреччина (2015)[21]
- Трапані, Італія (1992)[22]
- Турку, Фінляндія (1963)[23]
- Салоніки, Греція (1988)[24]
- Шанхай, Китай (2002)[25]
- Форт-Лодердейл, США (2019)[26]